# Aeropuerto Teniente Coronel Rafael Pabón
El Aeropuerto Teniente Coronel Rafael Pabón El Cuevas (IATA: VLM, OACI: SLVM) es un aeropuerto público ubicado en la ciudad de Villa Montes, Bolivia. Debe su nombre en honor al militar y piloto boliviano Rafael Pabón, que luchó en la Guerra del Chaco contra Paraguay.